# The Beauty of Independence
The Beauty of Independence — дебютний мініальбом американського реп-гурту G-Unit, виданий лейблом G-Unit Records 25 серпня 2014 р. Є першим релізом за 6 років з часів попередньої платівки.

## Результати продажу
Мініальбом дебютував на 17-й сходинці Billboard 200 з 14472 копіями за перший тиждень у США.

## Список пісень
| #  | Назва                   | Продюсер(и)                       | Тривалість |
| -- | ----------------------- | --------------------------------- | ---------- |
| 1. | «Watch Me»              | Havoc                             | 3:22       |
| 2. | «I Don't Fuck with You» | LordQuest; Ky Miller (дод. прод.) | 3:22       |
| 3. | «Digital Scale»         | 45 Music                          | 4:14       |
| 4. | «Dead a Pussy Nigga»    | D.K.A.D., Ryan «Ryu» Alexy        | 3:05       |
| 5. | «Changes»               | Ryan «Ryu» Alexy                  | 4:05       |
| 6. | «The Plug»              | Viruss Beats                      | 3:20       |

| Бонус-треки для Best Buy | Бонус-треки для Best Buy | Бонус-треки для Best Buy | Бонус-треки для Best Buy |
| #                        | Назва                    | Продюсер                 | Тривалість               |
| ------------------------ | ------------------------ | ------------------------ | ------------------------ |
| 7.                       | «Ease Up»                | Ky Miller                | 4:14                     |
| 8.                       | «Big Body Benz»          | Ky Miller                | 4:37                     |

## Чартові позиції
| Чарт (2014)               | Найвища позиція |
| ------------------------- | --------------- |
| США                       | 17              |
| US Digital Albums         | 6               |
| US Independent Albums     | 3               |
| US Rap Albums             | 3               |
| US Top R&B/Hip-Hop Albums | 5               |